# Okinawa (miasto)
Okinawa (jap. 沖縄市 Okinawa-shi) – miasto w środkowej części japońskiej wyspy Okinawa, przylegające do amerykańskiej bazy lotniczej Kadena. 

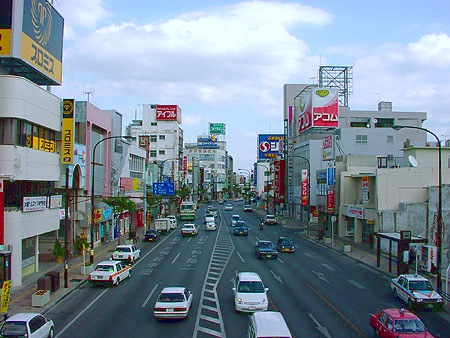

Okinawa powstała w 1974 w wyniku fuzji miasta Koza i wsi Misato. Miasto liczyło w 2012 roku 137,206 mieszkańców, co czyni ją drugim, co do liczby ludności, miastem w prefekturze.
Koza (obecnie dzielnica Okinawy) powstała w miejscu obozu dla uchodźców po II wojnie światowej (zob. Bitwa o Okinawę) i rozrosła się dzięki bazom wojskowym, które dawały pracę lokalnej ludności. Z uwagi na bliskie sąsiedztwo z bazami, Koza służyła za barometr nastrojów politycznych na Okinawie. W grudniu 1970 miały tu miejsce całonocne zamieszki antyamerykańskie, podczas których tłum ludzi spalił kilkadziesiąt samochodów należących do Amerykanów.
Koza do dziś zachowała rozrywkowy charakter. Przy Kūkō-dōri znajduje się wiele restauracji, barów i klubów nocnych nastawionych na amerykańską klientelę. Tu narodziła się w latach 70. XX w. okinawska muzyka rockowa – słynny Okinawan rock, która jest dzisiaj wizytówką Okinawy, ściągającą do Kozy rzesze turystów z Japonii.
Ważniejsze wydarzenia kulturalne:
- Peaceful Love Rock Festival – coroczny festiwal muzyki rockowej na początku lipca, trwający zazwyczaj dwa dni.
- Festiwal tańców eisaa podczas święta obon (sierpień).